# CENPK
La proteína K del centrómero (CENPK) es una proteína codificada en humanos por el gen cenpk.

## Interacciones
La proteína CENPK ha demostrado ser capaz de interaccionar con:
- SOX6[3]